# Jean de Béthencourt
Pour les articles homonymes, voir Béthencourt (homonymie).
Jean de Béthencourt fait référence à Jean IV de Béthencourt, descendant de Jean Ier de Béthencourt, seigneur de Béthencourt-sur-Mer. Il est né vers 1361 au château de Grainville-la-Teinturière (Normandie), où il est mort en 1425, est un seigneur normand, conseiller et chambellan du roi de France Charles VI, qui, passé au service de la Castille, mène à partir de 1402 une expédition aux îles Canaries, recevant le titre de « Roi des îles Canaries » du roi Henri III de Castille, qu'il reconnait comme suzerain.

## Contexte: le commerce de l'orseille et la redécouverte des Canaries
Grainville-la-Teinturière est une localité du pays de Caux, où les artisans du textile, foulons et tisserands, font alors grand usage de l’orseille, un colorant végétal rouge originaire des îles Canaries.
Les îles Canaries, peuplées depuis l'Antiquité par des populations d'origine berbère, les Guanches, sont redécouvertes à la fin du XIIIe siècle par les navigateurs européens. Elles deviennent alors l'objet de convoitises coloniales. Une première tentative de conquête menée en 1334 par un prince castillan, Louis de La Cerda, comte de Clermont, échoue face à la résistance des Guanches.
Le pape Benoît XIII à Avignon, dont la garde est dirigée par Robert de Bracquemont qui est parent et protecteur, accorde, par la bulle Apostolatus officium du 22 janvier 1403, des faveurs spirituelles à ceux qui contribueraient à la conquête et à la défense des îles Canaries qui n’avaient pas de seigneur chrétien.

## Biographie

### Carrière initiale
Il fait partie de l’armée menée en 1390 par le duc Louis II de Bourbon contre Tunis, aux côtés de Gadifer de la Salle.
Il se distingue dans expédition punitive contre les pirates barbaresques de la région de Tunis. Le duc de Touraine qui, nous dit sa contemporaine Christine de Pisan, "aime les gentilshommes et les preux qui par vaillantise voyagent et s'efforcent d'accroître l'honneur et le nom de la France en maintes terres."  Accusé d’actes de piraterie, il est l'objet de poursuites judiciaires en 1401.
Il décide de s’éloigner de la guerre de Cent Ans qui ravage son pays et le ruine et peut-être de mettre un peu d’espace entre lui et ses créanciers.
Il s’associe avec Gadifer de la Salle. Il vend les biens qu’il possède dans le Vimeu, en Picardie, sa terre de Saint-Martin-le-Gaillard, une maison à Paris et gage sa seigneurie de Grainville-la-Teinturière pour 7 000 livres tournois à son oncle Robert de Braquemont afin de pouvoir financer son expédition.

### Début de la conquête des Canaries
Le 1er mai 1402, ils quittent La Rochelle sur trois bons navires. Cependant, une révolte ayant éclaté à bord, il faut mettre à terre, sur les côtes d’Espagne, près de 200 matelots normands et gascons qui refusent d’aller plus loin.
Après avoir dû se disculper d’une accusation de piraterie portée contre eux par des marins génois, italiens et anglais à Cadix, il reprend la mer au bout de plusieurs semaines, et débarque à Lanzarote, une île peu peuplée de l’archipel. Il défait aisément les 300 Guanches qui l’habitent.
De là, il débarque à l’île voisine de Fuerteventura, mais n’ayant pas assez de forces pour triompher de la résistance des indigènes, il repart chercher vivres et renforts en laissant à son lieutenant Gadifer de la Salle la conduite de la petite troupe dont il dispose.

### Passage au service de la Castille
Retourné en France, le règne agité de Charles VI ne lui permet pas d’en recevoir de secours pour continuer sa conquête. Il peut, en revanche, obtenir de Henri III, roi de Castille, ce qu’il demande, mais à la condition qu’il lui fasse hommage des terres à conquérir : c’est ainsi que les Canaries restent à l’Espagne.

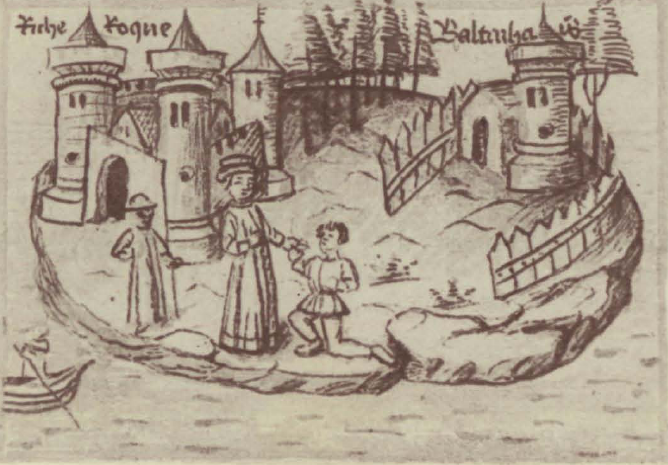
Illustration idéalisée intitulée Comment M. de Bethencourt et Gadifer eurent paroles ensemble inclus dans le chapitre LX de la version du Canarien connue sous le nom de « texte B », représentant Jean de Béthencourt et Gadifer de La Salle sur l’ile de Fuerteventura lors de sa campagne de conquête des iles Canaries, avec les châteaux de Riche Roque et Baltarhais en arrière-plan. 17 novembre 1491. Le Canarien.

À son retour, en 1404, avec le titre de « roi et seigneur des îles Canaries », Béthencourt constate que Gadifer a à peu près terminé l’exploration de l’île. Béthencourt n’étant pas parvenu à faire admettre par Gadifer de la Salle qu’il n’avait pu faire autrement que de faire allégeance au roi de Castille, un dissentiment s’élève entre les deux hommes, et son lieutenant doit revenir en France. Béthencourt termine la conquête de l’île , fait baptiser le roi Guardarfia sous le nom de Louis et impose le christianisme à la plus grande partie des indigènes, le 20 février 1404. Il colonise ensuite Fuerteventura, où il établit sa capitale, qui porte encore son nom, Betancuria, puis soumet ensuite les îles de La Gomera et de El Hierro, avant de s’attaquer au continent africain, prenant possession du littoral au sud du cap Bojador. Béthencourt retourne ensuite à Honfleur, pour en ramener 160 colons du pays de Caux et quelques femmes. Le sol de l’île est partagé entre les indigènes et les nouveaux occupants, sa conquête lui assurant le fructueux monopole sur l’orseille. À la fin de 1405, après y avoir attiré beaucoup de ses compatriotes normands, le conquérant quitte définitivement l’île, dont il abandonne le gouvernement à l’un de ses neveux, Maciot de Béthencourt, pour revenir dans son pays passer le reste de ses jours. En 1415, le débarquement des Anglais à Harfleur, coupant la route des îles Canaries, ont raison de l’entreprise de Jean de Béthencourt qui, ne trouvant aucune aide à cause de la guerre de Cent Ans, vend l’archipel à la Castille en 1418, avant de retourner en Normandie. Il est enterré dans l'église de Grainville-la-Teinturière, devant le maître-autel.
Le récit des conquêtes de Béthencourt est écrit par ses chapelains, Philippe Bontier et Jean Le Verrier, qui l’ont accompagné dans ses voyages. La chronique de son expédition avec Gadifer de La Salle aux Canaries est contenue dans Le Canarien. On dispose donc d’un récit contemporain et détaillé de cette expédition dans un recueil de notes publiées, au jour le jour, par deux hommes d’Église qui suivent l’expédition : Pierre Boulier, moine de Saint-Jean-de Marnes, et Jean le Verrier, prêtre. Ces notes sont rédigées de façons très différentes : dans les premières, dues à un serviteur de Gadifer de la Salle, Boulier, très dévoué à celui-ci, rapporte tout à la gloire de Gadifer. Ce texte, resté longtemps ignoré, se trouve dans un volume entré au British Museum et reproduit en 1896, à Paris, dans un ouvrage de Margry, La Conquête et les Conquérants des îles Canaries . Le second, dû à un serviteur de Jean de Béthencourt, relègue Gadifer au second plan et substitue même parfois à son nom celui de Jean de Béthencourt.
Son neveu Maciot vend les Canaries à l’infant Henri le Navigateur et passe à l’île de Madère, où il vit honorablement, ayant le privilège des savonneries de l’île. Chevalier de l’Ordre de Malte, il laisse une descendance illégitime. En 1431, le pape Eugène IV reconnaît les droits de la Castille sur les Canaries, nonobstant l’invocation d’une cession tardive, par le fils de Maciot, de ses droits pour le Portugal.
De sa liaison avec Lerize Guardateme, princesse de la maison royale des Canaries et dame de l’île de Lanzarote, fille de Fernando Guardateme, roi des îles Canaries, qui s’était converti au christianisme, Jean  de Béthencourt a une fille, Marguerite de Béthencourt, mariée à son cousin germain Henri de Béthencourt. L'ingénieur Agustín de Betancourt est un de ses descendants[réf. nécessaire].

## Titres
Jean de Béthencourt est seigneur de Béthencourt-sur-Mer, en Picardie, de Saint-Vincent-du-Rouvray, de Grainville-la-Teinturière, en Normandie, de Lincourt, de Biville, du Grand-Quesnay, de Haqueleu et de Saint-Saire et baron de Saint-Martin-le-Gaillard.

## Généalogie
La famille de Béthencourt est éteinte.[réf. nécessaire]
Son trisaïeul, Renaud Ier de Béthencourt, seigneur de Béthencourt-sur-Mer et de Saint-Vincent-de-Rouvray, succéde aux seigneuries de son père, Philippe de Béthencourt, chevalier normand, seigneur de Béthencourt-sur-Mer et de Saint-Vincent-de-Rouvray, décédé en 1278. Il est le père de :
Jean Ier de Béthencourt, seigneur de Béthencourt-sur-Mer et de Saint-Vincent-de-Rouvray, né entre 1270 et 1280 et décédé en 1337 pendant la Guerre de Cent Ans, qui suit la carrière des armes, et est marié à Nicole de Grainville, dame de Grainville-la-Teinturière. Ils ont pour fils :
Jean II de Béthencourt, qui suit également la carrière des armes. Il est tué au combat de Honfleur en 1358 en compagnie de Robert de Clermont, maréchal de Normandie. Marié à Isabeau de Saint-Martin, fille et héritière du baron Jean de Saint-Martin-le-Gaillard, dans le comté d'Eu, au nord de Dieppe (qui descendrait de l'illustre famille des Martel, seigneurs de Bacville, alliée aux Mortemer et aux d'Harcourt) et de la baronne Marie d'Auxy (descendante de la célèbre famille d'Auxy de Picardie). Ils sont les parents de :
Jean III de Béthencourt, seigneur de Béthencourt-sur-Mer, de Saint-Vincent-de-Rouvray et de Grainville-la-Teinturière et baron de Saint-Martin-le-Gaillard, chambellan-majeur du duc de Bourgogne, né en 1335 et tué lors de la bataille de Cocherel en 1364, marié à Marie de Bracquemont, tante de Robert de Bracquemont, amiral de France. Ils ont comme enfants :
1. Jean IV, objet du présent article.
2. Renaud IV de Béthencourt, dit Morelet de Béthencourt[14], seigneur de Glatigny et de Mauquenchy, né peu après la mort de son père, auquel son frère a laissé les fiefs de Glatigny et de Mauquenchy. Il est chambellan du roi de France et grand-maître de la maison du duc de Bourgogne. Marié avec Philippote Fayel de Troyes, il a entre autres deux fils :
  1. Henri de Béthencourt, appelé Maciot[15], qui collabore avec son oncle Jean IV à la conquête des Canaries, épouse sa cousine germaine Marguerite de Béthencourt, fille bâtarde de Jean IV, et a une descendance Bettencourt/Betancourt illustre dans les Canaries et dans l'île de Madère (la base Roglo donne Henri comme bâtard, et non comme fils légitime).
  2. Georges de Béthencourt, passé en Castille avec son oncle et son frère, parait être resté à Valladolid pour traiter des affaires de son oncle, et se marie avec Elvira de Ávila, fille d'Esteban Domínguez de Ávila, seigneur de Navas et de Cespedoza, en Galice. Il a une descendance de Bettencourt illustre dans les îles de Graciosa et de Terceira[réf. nécessaire].

Le blason de la famille est : d'argent au lion de sable, armé et lampassé de gueules. Pour timbre : le lion de l'écu.
Selon Bruno Abescat[Qui ?], André Bettencourt descendrait de cette famille mais il n'y a aucune preuve de filiation à ce jour.

## Œuvre

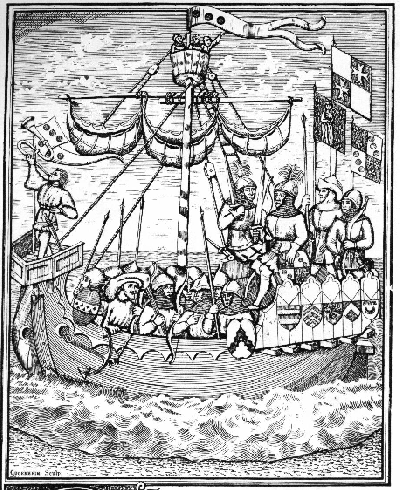
Gravure du Canarien montrant l’expédition de 1402.

- Jean de Béthencourt, Le Canarien : Histoire de la première descouverte et conqueste des Canaries, faite dès l’an 1402 escrite du temps mesme par Jean de Béthencourt, plus un Traicté de la navigation et des voyages de descouverte et conquestes modernes et principales des François (1402-1422), introduction et notes par Gabriel Gravier, Société de l’histoire de Normandie, Rouen, Charles Métérie, 1874.

### Sources et bibliographie
- Pierre Bergeron, Histoire de la première descouverte et conqueste des Canaries, faite dès l'an 1402 par messire Jean de Béthencourt, chambellan du roi Charles VI . Escrite du temps même par F. Pierre Bontier, religieux de S. François, et Jean Le Verrier, prestre domestique dudit sieur de Béthencourt, et mise en lumière par M. Galien de Béthencourt, conseiller du Roy en sa cour de Parlement de Rouen. Plus un traicté de la navigation et des voyages de descouverte et conqueste modernes et principalement des Français, chez Michel Soly (159.?-1661), Paris, 1630 (lire en ligne)
- Marie-Armand d'Avezac de Castera-Macaya, Iles de l'Afrique, Paris, Firmin Didot frères, 1848, 790 p.
- Pierre Bontier, Jean Le Verrier, Gabriel Gravier, Le Canarien, livre de la conquête et conversion des Canaries (1402-1422) par Jean de Béthencourt, Rouen, Charles Métérie, 1874.
- Jean Braunstein, Jean de Béthencourt, un Normand à la conquête des Canaries, Condé-sur-Noireau, éditions Charles Corlet, 2001, 95 p.,  (ISBN 978-2-85480-963-3).
- Roger Dévigne, Jean de Béthencourt, roi des Canaries, 1402-1422, Toulouse, Didier, 1944.
- Jean Favier, Les Grandes Découvertes : d’Alexandre à Magellan, Paris, Fayard, 1991, 620 p. (ISBN 978-2-213-64800-2, lire en ligne).
- Attilio Gaudio, Les Iles Canaries, Paris, Karthala, coll. Méridiens, 1995, 210 p.,  (ISBN 978-2-86537-558-5).
- Léon Guérin, Les navigateurs français : histoire des navigations, découvertes, et colonisations françaises, Belin-Leprieur et Morizot, 1847 (lire en ligne), p. 1 et suiv.
- Léon Guérin, Histoire maritime de France contenant l’histoire des provinces et villes maritimes, des combats de mer depuis la fondation de Marseille, 600 ans avant J.-C., de la flibuste, des navigations, voyages autour du monde, naufrages célèbres, découvertes, colonisations, de la marine en général, avant, pendant et depuis le règne de Louis XIV jusqu’à l’année 1850, t. 1, Paris, Dufour et Mulat, 1851.
- Bernard Guineau, Glossaire des matériaux de la couleur et des termes techniques employés dans les recettes de couleur, t. 73 de De diversis artibus, Turnhout, Brepols, 2005, 791 p.,  (ISBN 978-2-50351-643-1).
- Eugène Jarry, La Vie politique de Louis de France, duc d’Orléans, 1372-1407, Paris, Picard, 1889, 486 p.
- Jacques Lelong ; Charles-Marie Fevret de Fontette, Bibliothèque historique de la France : contenant le catalogue des ouvrages, imprimés & manuscrits, qui traitent de l’histoire de ce royaume, ou qui y ont rapport, avec des notes critiques et historiques, t. 3, Paris, Jean-Thomas Herissant, 1771.
- Pierre Margry, La Conquête et les conquérants des Iles Canaries, Paris, E. Leroux, 1896.
- Charles Marie Philippe de Kerhallet, Manuel de la navigation à la côte occidentale d’Afrique, t. 1, Paris, Paul Dupont, 1851.
- Bruno Malfante, Le Canarien, ou la conquête des iles Canaries par Jean de Béthencourt, Rouen, L’Écho des vagues, 2009, 152 p.
- Hanns Leo Mikoletzky, Rapports : Histoire des continents, t. 2 de International Committee of Historical Sciences, Vienne, Verlag F. Berger, 1965-68.
- Philippe Valode, Les Grands Explorateurs français : de Jacques Cartier à nos jours Paris, Les Éditions de l’Archipel, 2008, 212 p.,  (ISBN 978-2-80980-108-8).
- Nova Francia, t. 1, Société d’histoire du Canada, Montréal, Huron Reprints, 1967, (OCLC 145169421).
- Revue des cours et conférences, t. 2, Paris, Boivin, 1907.